# Maytenus officinalis
Maytenus officinalis är en benvedsväxtart som beskrevs av D.J. Mabberley. Maytenus officinalis ingår i släktet Maytenus och familjen Celastraceae. Inga underarter finns listade.